# Adrián Nahuel Martínez
Adrián Nahuel Martínez (Buenos Aires, Argentina, 13 de febrero de 1992) es un futbolista argentino que se desempeña como lateral derecho. Se inició en las divisiones menores de San Lorenzo y ha sido convocado en reiteradas ocasiones a la Selección Nacional juvenil, desde el Sub-15 hasta el Sub-20.
Es hermano menor del también futbolista Damián Martínez.

## Características
Se desempeña como lateral por derecha, pero también lo puede hacer como mediocampista ofensivo por ese mismo lado de la cancha.

## Trayectoria
Surgió de las inferiores de San Lorenzo. El 11 de noviembre de 2011, Martínez fue convocado con el equipo de primera división de San Lorenzo para jugar su primer partido en primera división ante All Boys. Martínez debutó realizando una gran tarea por el lateral derecho, a pesar de la derrota de su equipo por un gol a cero.
En el año 2012, al hacerse cargo del plantel de San Lorenzo el director técnico Caruso Lombardi, éste confirma a Martínez que no lo tendría en cuenta para disputar la segunda parte del campeonato y le recomendó que se buscara continuidad en otra institución. En ese momento surgió la propuesta de Walter Perazzo, que lo conocía por las selecciones nacionales juveniles, de contar con sus servicios para de armar un equipo competitivo en Olimpo de Bahía Blanca con la mayoría de juveniles que habían jugado en selecciones nacionales juveniles, aceptando la propuesta, San Lorenzo lo cede a préstamo por un año sin opción de compra, en un trueque en el que también fueron transferidos Nereo Champagne y Nahuel Benítez.
Al finalizar el préstamo Juan Antonio Pizzi no le da a Nahuel la oportunidad de probar en el plantel de primera. En enero de 2016 fue transferido nuevamente a préstamo a Arsenal de Sarandí.

## Clubes
Actualizado al 27 de febrero de 2020
| Equipo                                  | Div.                | Temporada           | Liga     | Liga  | Copa Nacional(1) | Copa Nacional(1) | Copa Internacional | Copa Internacional | Total    | Total |
| Equipo                                  | Div.                | Temporada           | Partidos | Goles | Partidos         | Goles            | Partidos           | Goles              | Partidos | Goles |
| San Lorenzo Argentina                   | 1.ª                 |                     |          |       |                  |                  |                    |                    |          |       |
| San Lorenzo Argentina                   | 1.ª                 | 2010-11             | 0        | 0     | -                | -                | -                  | -                  | 0        | 0     |
| San Lorenzo Argentina                   | 1.ª                 | 2011-12             | 12       | 0     | 1                | 0                | -                  | -                  | 13       | 0     |
| San Lorenzo Argentina                   | Total               | Total               | 12       | 0     | 1                | 0                | -                  | -                  | 13       | 0     |
| Olimpo Argentina                        | 2.ª                 | 2012-13             | 34       | 0     | 3                | 1                | -                  | -                  | 37       | 1     |
| Olimpo Argentina                        | 1.ª                 | 2013-14             | 24       | 0     | 1                | 0                | -                  | -                  | 25       | 0     |
| Olimpo Argentina                        | 1.ª                 | 2014                | 16       | 3     | 1                | 0                | -                  | -                  | 17       | 3     |
| Olimpo Argentina                        | 1.ª                 | 2015                | 19       | 0     | -                | -                | -                  | -                  | 19       | 0     |
| Olimpo Argentina                        | Total               | Total               | 93       | 3     | 5                | 1                | -                  | -                  | 98       | 4     |
| Arsenal de Sarandí Argentina            | 1.ª                 | 2016                | 0        | 0     | -                | -                | -                  | -                  | 0        | 0     |
| Arsenal de Sarandí Argentina            | Total               | Total               | 0        | 0     | -                | -                | -                  | -                  | 0        | 0     |
| Defensa y Justicia Argentina            | 1.ª                 | 2016-17             | 0        | 0     | -                | -                | -                  | -                  | 0        | 0     |
| Defensa y Justicia Argentina            | Total               | Total               | 0        | 0     | -                | -                | -                  | -                  | 0        | 0     |
| Guillermo Brown Argentina               | 2.ª                 | 2017-18             | 18       | 1     | 1                | 0                | -                  | -                  | 19       | 1     |
| Guillermo Brown Argentina               | Total               | Total               | 18       | 1     | 1                | 0                | -                  | -                  | 19       | 1     |
| All Boys Argentina                      | 2.ª                 | 2019-20             | 17       | 1     | 1                | 0                | -                  | -                  | 17       | 1     |
| All Boys Argentina                      | Total               | Total               | 17       | 1     | 1                | 0                | -                  | -                  | 17       | 1     |
| Total en su carrera                     | Total en su carrera | Total en su carrera | 145      | 5     | 8                | 1                | -                  | -                  | 145      | 5     |
| (1) Incluye datos de la Copa Argentina. |                     |                     |          |       |                  |                  |                    |                    |          |       |

Fuente: soccerway.com y fichajes.com

## Participaciones con la selección
Martínez lleva 35 partidos en los combinados argentinos juveniles y dos títulos: Jugó la Copa Aerosur Internacional Sub-20, el Sudamericano Sub 20 Perú 2011, y el Hexagonal Internacional de Córdoba 2010. En Colombia se cumplió su primera participación en un Mundial.
| Torneo                                 | Sede      | Resultado        |
| -------------------------------------- | --------- | ---------------- |
| Copa Aerosur Sub 20                    | Bolivia   | Campeón          |
| Hexagonal Sub 20 Córdoba 2010          | Argentina | Campeón          |
| Campeonato Sudamericano Sub-20 de 2011 | Perú      | Tercer puesto    |
| Copa Mundial de Fútbol Sub-20 de 2011  | Colombia  | Cuartos de final |
| Juegos Panamericanos de 2011           | México    | Segundo puesto   |

## Palmarés

### Campeonatos nacionales
| Ascenso            | Club   | Sede      | Año     |
| ------------------ | ------ | --------- | ------- |
| Primera B Nacional | Olimpo | Argentina | 2012-13 |

### Campeonatos internacionales
| Título               | Selección        | Sede   | Año  |
| -------------------- | ---------------- | ------ | ---- |
| Juegos Panamericanos | Argentina Sub-22 | México | 2011 |